# Династический период
Согласно автору первой истории Древнего Египта Манефону, хронологическое деление истории страны охватывает период правления 30 династий. В современную эпоху в эту хронологию был внесён ряд уточнений. Ниже приводится периодизация древнеегипетской истории, предложенная в коллективной монографии История Древнего Востока. Ч. 2. Передняя Азия и Египет (М., 1988):
- Раннее царство (I—II династии) — 3120—2778 годы до н. э.
- Древнее царство (III—VI династии) — 2778—2263 годы до н. э.
- Первый переходный период (VII—X династии) — 2263—2070 годы до н. э.
- Среднее царство (XI и XII династии) — 2160—1785 годы до н. э.
- Второй переходный период (XIII—XVII династии) — 1785—1580 годы до н. э.
- Новое царство (XVIII—XX династии) — 1580—1075 годы до н. э.
- Третий переходный период — (XXI—XXVI династии) 1075—656 годы до н. э.
- Позднее царство или Поздний период (XXVII—XXX династии) — 656—332 годы до н. э., до завоевания Александром Великим.

Приведённые даты следует рассматривать как приблизительные, причём более точны позднейшие из них, тогда как самые ранние могут иметь погрешность в пределах нескольких столетий.

## Раннее царство
Данные о Раннем царстве базируются на немногочисленных памятниках и нескольких предметах, содержащих надписи с именами царей. Подробных сведений о первых двух династиях не сохранилось. Колоссальные гробницы правителей в Негаде, Абидосе и Саккаре, а также обширные могильники в Хелуане, к востоку от Нила, напротив Мемфиса, свидетельствуют, что постройки возводились преимущественно из глиняных блоков и дерева с ограниченным применением камня для сооружения стен и полов и для изготовления культовых табличек. Камень использовался для изготовления украшений, предметов обихода, сосудов разнообразных типов, зачастую изысканно украшенных, и немногочисленных статуй.
Важной чертой было укрепление в умах единства всей страны, отказ от рассмотрения Нижнего Египта как завоёванной территории. Активно велась внешняя политика: основными партнёрами Египта были богатые деревом Финикия и Сирия, страны Синайского полуострова, торговавшие медной рудой, также осваиваются пути Аравийской и Ливийской пустынь. Фараонами I династии ведутся войны с азиатскими соседями.
Около середины XXIX века до н. э. фараон Семхию сменил имя на «Периибсен», тем самым отождествив себя с мифологическим врагом бога Гора и перенёс столицу в Абидос. Нижний Египет после этого отделился и остался под властью II династии, по-прежнему чтившей Гора. Единство Египта было восстановлено последним из династии — фараоном Хасехемуи, завоевавшим Нижний Египет, и объединённое государство вошло в новый период своего развития.

## Древнее царство

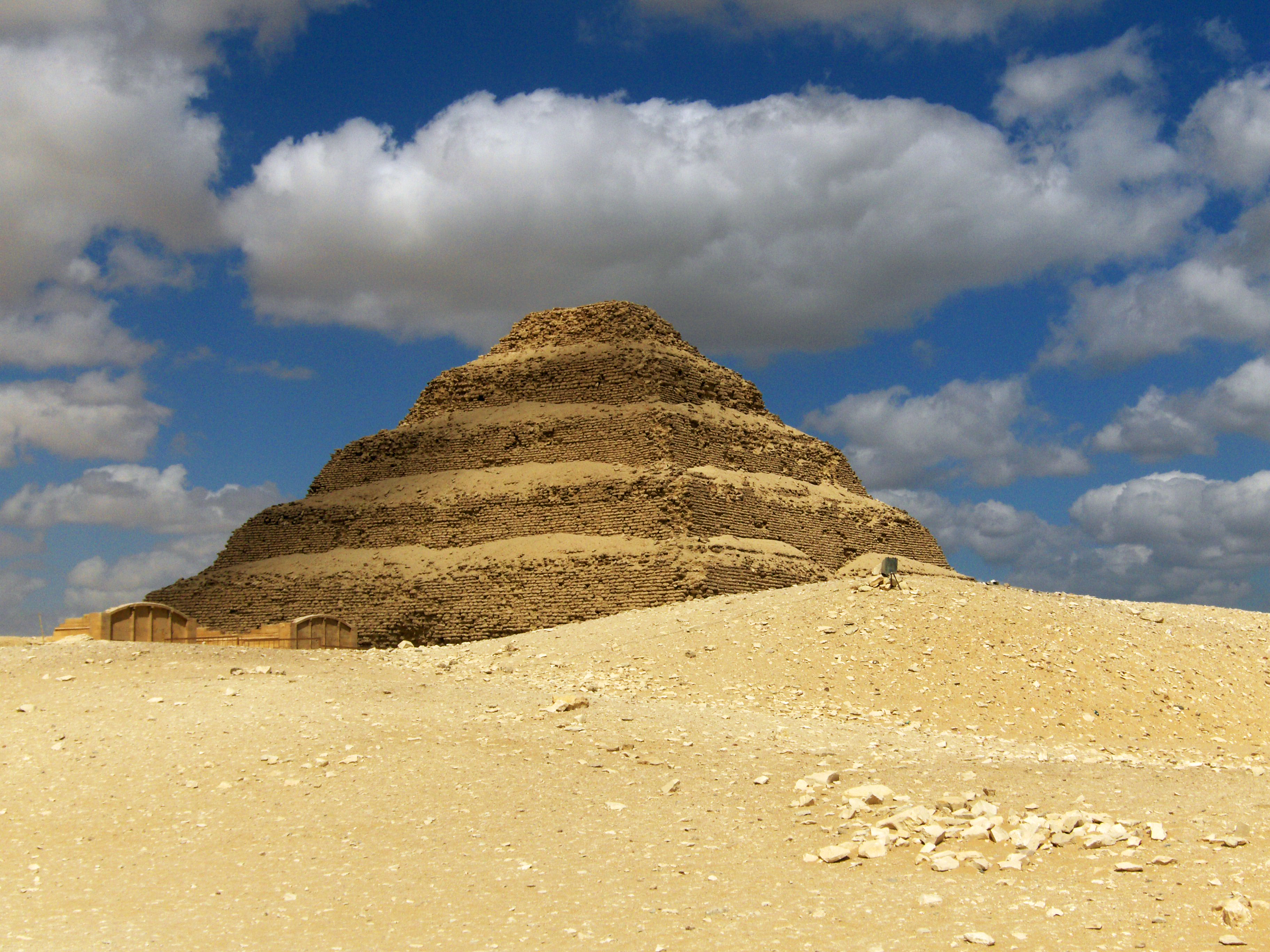
Пирамида Джосера

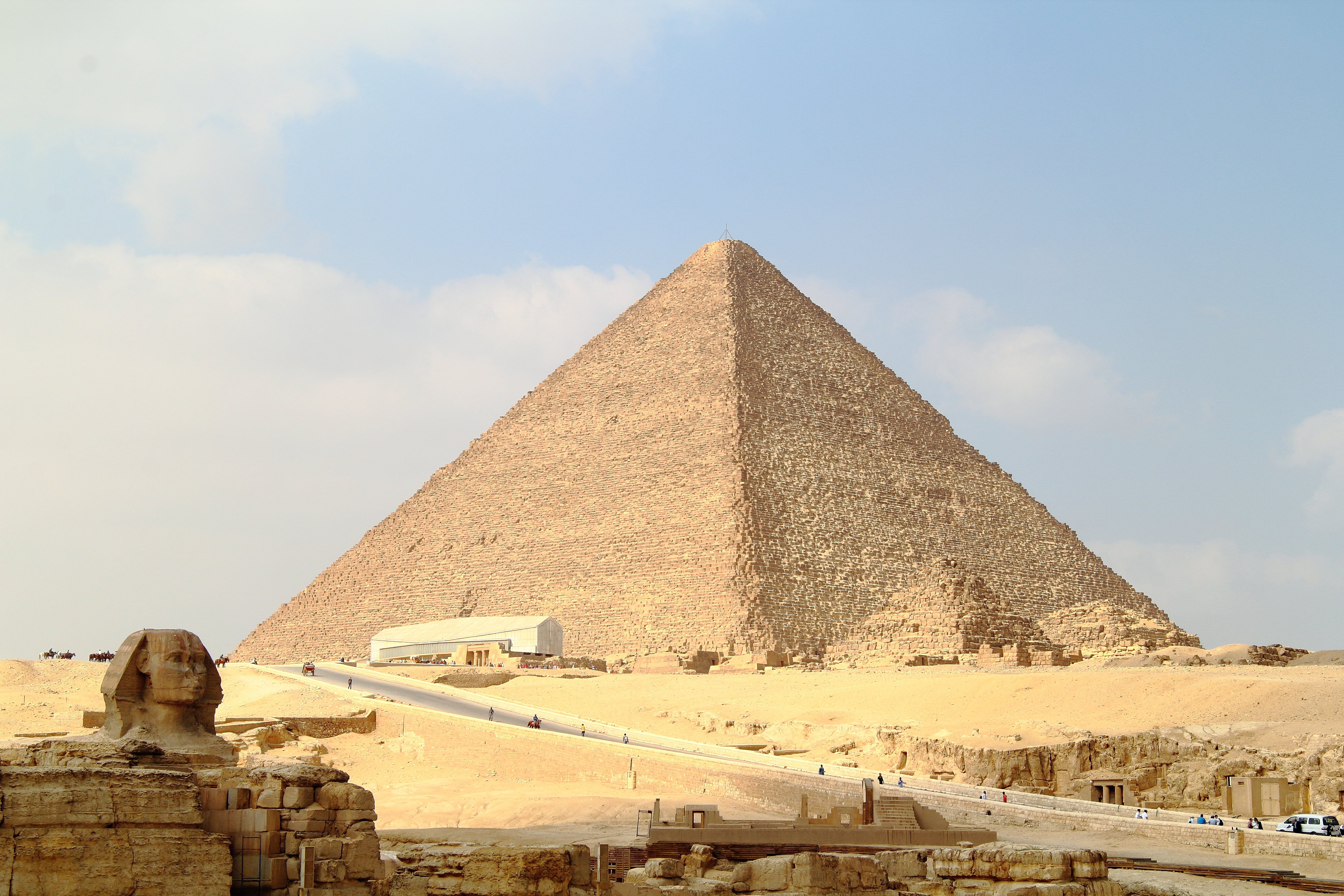
Пирамида Хеопса

Начало эпохи Древнего царства связывают с восхождением на трон около 2780 года до н. э. первого фараона III династии Джосера. Она ознаменовалась необычайно быстрым развитием архитектуры. В эту пору творил известный зодчий Имхотеп, с именем которого связано сооружение в Саккаре первой гигантской ступенчатой пирамиды. Она окружена каменной стеной, внутри которой находится обширный заупокойный комплекс — древнейшие возведённые человеком каменные постройки.
Полтора столетия разделяют пирамиды Джосера и Хеопса (Хуфу). В истории Древнего Египта это был период стабильности, благоденствия и могущества. Новшества в архитектуре продолжались, и их кульминацией явилась Великая пирамида, построенная в Гизе около 2560 года до н. э. и предназначавшаяся для захоронения фараона Хеопса. Эта пирамида — крупнейшее архитектурное сооружение Древнего мира (высота 147 м, а весь комплекс занимает пространство в 5,3 га; колоссальные известняковые и гранитные блоки, из которых построена пирамида, иногда достигающие в длину 6 м, плотно подогнаны друг к другу). Уступают ей пирамиды преемников Хеопса: Хефрена (Хафры) — 143 м и Микерина (Менкаура) — 66 м.
Члены царской семьи и знатные вельможи имели собственные усыпальницы, расположенные рядами около пирамид правителей Древнего царства. В украшении этих гробниц достигла расцвета рельефная скульптура, впервые появившаяся ещё в додинастический Египет. В сердабах мастаб часто устанавливали статуи усопших.

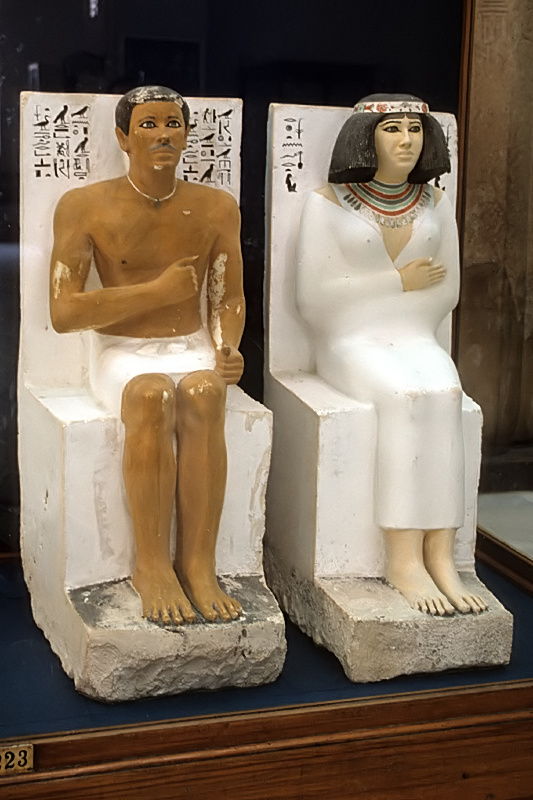
Парная статуя принца Рахотепа и Нофрет из мастабы №6 в Мединет-Абу

В начале правления VI династии для фараона Униса при сооружении его пирамиды введено новшество: на её внутренних стенах вырезаны многочисленные иероглифические надписи, известные как  Тексты пирамид. Они составлялись на протяжении нескольких столетий и содержат ритуальные тексты, связанные с погребением фараона, а также с продолжением его царствования и могущества в потустороннем мире. Эти тексты представляют бесценный источник сведений о религии Древнего Египта. Их копии имеются в пирамидах последующих правителей VI династии, а также — с добавлениями, разъяснениями, изменениями и искажениями — в гробницах частных лиц на протяжении всего династического периода.
Из-за скудости источников конкретные сведения о социальной структуре эпохи Древнего царства немногочисленны. Возможно, вплоть до IV династии фараон оставался главным, если не единственным землевладельцем. Высшие придворные должности обычно занимали члены семьи фараона. Для управления требовалось множество сановников и писцов, что привело к формированию многочисленного и сложноустроенного государственного аппарата. Наиболее важные должности стали практически наследственными, но на протяжении долгого времени оставались под жёстким царским контролем. Некоторые должностные лица, не принадлежавшие к родственникам фараона, носили титул «сын царя» исключительно благодаря своим государственным функциям.
Фараоны VI династии строили многочисленные храмы как в Верхнем, так и в Нижнем Египте. Кроме того, Пиопи I (около 2400—2375 годов до н. э.) предпринял военные походы на Синайский полуостров, в Палестину и Нубию. Его сын Пиопи II (2287—2193 годы до н. э.) также организовал поход вглубь Нубии и направил торговые миссии в страну Пунт (в районе современного Сомали). Чрезмерная централизация власти и налоговый гнёт, придавивший земледельцев, вызвали мятежные настроения среди знати и всеобщее недовольство населения. Правители провинций, прежде бывшие верными подданными фараона, стали проявлять значительную самостоятельность. Они перестали строить свои усыпальницы по соседству с пирамидами фараонов и предпочитали находить упокоение в гробницах, вырубленных в скалах близ собственных резиденций.

## Первый переходный период
После 500-летнего периода величия Древнее царство распалось. Согласно Манефону, VII династия включала 70 мемфисских правителей, которые царствовали в общей сложности всего 70 дней. Однако несколько правителей IX и X династий, имевших резиденцию в Гераклеополе (в 90 км к югу от Мемфиса), отчасти восстановили порядок и стабильность. Один из них — Хети IV — изгнал азиатских завоевателей, захвативших значительную часть дельты Нила, и возобновил торговые отношения с Сирией. Однако его власть на юге распространялась лишь до Среднего Египта. Гераклеопольские правители были заняты войнами с другими правителями Среднего и Верхнего Египта, а Хети IV в своих попытках одолеть восставших фиванских властителей, основавших XI династию, правление которой знаменует начало эпохи Среднего царства, заручился поддержкой номарха (правителя нома) из Сиута.
Время упадка (Первый переходный период) отразилось на древнеегипетской литературе, стремившейся сохранить для потомков исторические факты в виде поучений. «Поучение Мерикара» — послание фараона Хети III своему сыну — представляет собой политический трактат, содержащий наставление наследнику о том, как надо управлять государством. Образ фараона представлен мудрым и строгим правителем, не допускающим после тяжёлого периода нестабильности и смуты поползновений на свою власть и спокойствие в стране. Согласно некоторым предположениям специалистов, о бедствиях этого периода сказано в «Пророчестве Неферти» и «Речении Ипувера». Описания несчастий, смуты, голода, болезней и несправедливостей, выпавших на долю египтян, являются характерными для других мятежных периодов, отчего датировка произведений разнится.

## Среднее царство

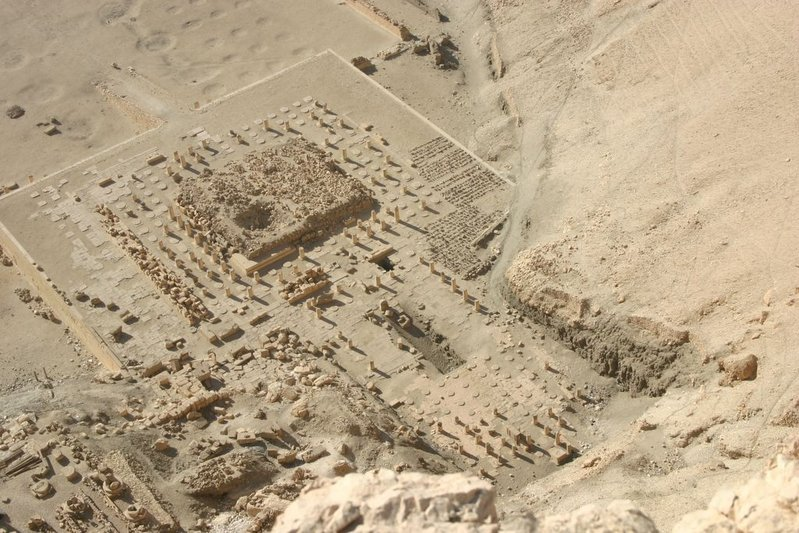
Руины заупокойного храма Ментухотепа II в Дейр-эль-Бахри, Луксор

Столкнувшись с фиванскими номархами, гераклеопольские правители обнаружили, что те вступили в союз с правителями соседнего с Фивами Коптоса. Верховным божеством фиванцев считался Монту, почитавшийся в таких религиозных центрах этой провинции, как Гермонтис и Тод. Верховным богом Коптоса был Мин, древнейшее египетское антропоморфное божество, культ которого слился с почитанием Амона в Гермополе — городе, расположенном на полпути между Фивами и Дельтой. Храмовый комплекс фиванцев был перенесён в Карнак. Фараоны XI династии, носившие имена Интеф (Антеф) и Ментухотеп, отдавали предпочтение богу Монту, а верховным богом правителей XII династии, носивших имена Аменемхет и Сенусерт, стал Амон. При фараонах этих двух династий Фивы превратились в признанную религиозную столицу Среднего царства. Интефы и Ментухотепы разместили поблизости свою резиденцию, а у подножия западных гор, напротив Карнака, — царские усыпальницы.
Основатель XII династии Аменемхет I (около 1991—1962 годов до н. э.) был, по-видимому, узурпатором. Будучи визирем при дворе последнего Ментухотепа, он захватил власть в отсутствие законного наследника. Хотя он правил в течение 30 лет, его положение на престоле оставалось непрочным. На двадцатом году царствования он назначил соправителем сына Сенусерта I, что показательно демонстрирует желание гарантировать преемственность власти. Когда Сенусерт отправился на войну, фараон был убит, как и позднее Аменемхет II (1911—1879 годы до н. э.).
Резиденцией фараонов XII династии стала крепость Ит-Тауи, расположенная примерно в 30 км к югу от Мемфиса. Отсюда было удобно руководить строительными и иными общественными работами, восстановлением торговых связей Египта и его влияния в Палестине и Сирии, а также умиротворением обитавших в западной пустыне ливийцев — постоянного источника беспокойств. Происходило расширение Египетской державы и в южном направлении — завоевана Нубия вплоть до второго нильского порога, а также основана и укреплена постоянная торговая фактория в Керме, к югу от третьего порога.
Вероятно, высшим достижением фараонов этой династии явилось восстановление Аменемхетом III (около 1849—1801 годов до н. э.) разветвлённой оросительной системы. В Файюмской впадине, близ царской резиденции Ит-Тауи, создана сложная сеть каналов, соединённая с Нилом через канал Бахр-Юсуф. Меридово озеро в Файюме превращено в водохранилище, ежегодно во время паводков пополнявшееся по системе каналов водами Нила, а поблизости основана новая столица Хетепсенусерт (современный Кахун). Чтобы контролировать орошение полей в продолжительные периоды спада уровня Нила, на каналах возведены шлюзы.
В период Среднего царства в Египте продолжается развитие технологий: усовершенствуется обработка земли, происходит освоение бронзы. Весь народ Египта делился на две части: трудовое население относилось к категории «царских людей», а чиновники государственного аппарата составляли элиту. Такие общественные отношения, лишь претерпев некоторые изменения, просуществовали в Египте вплоть до начала 1-го тысячелетия до н. э.

## Второй переходный период

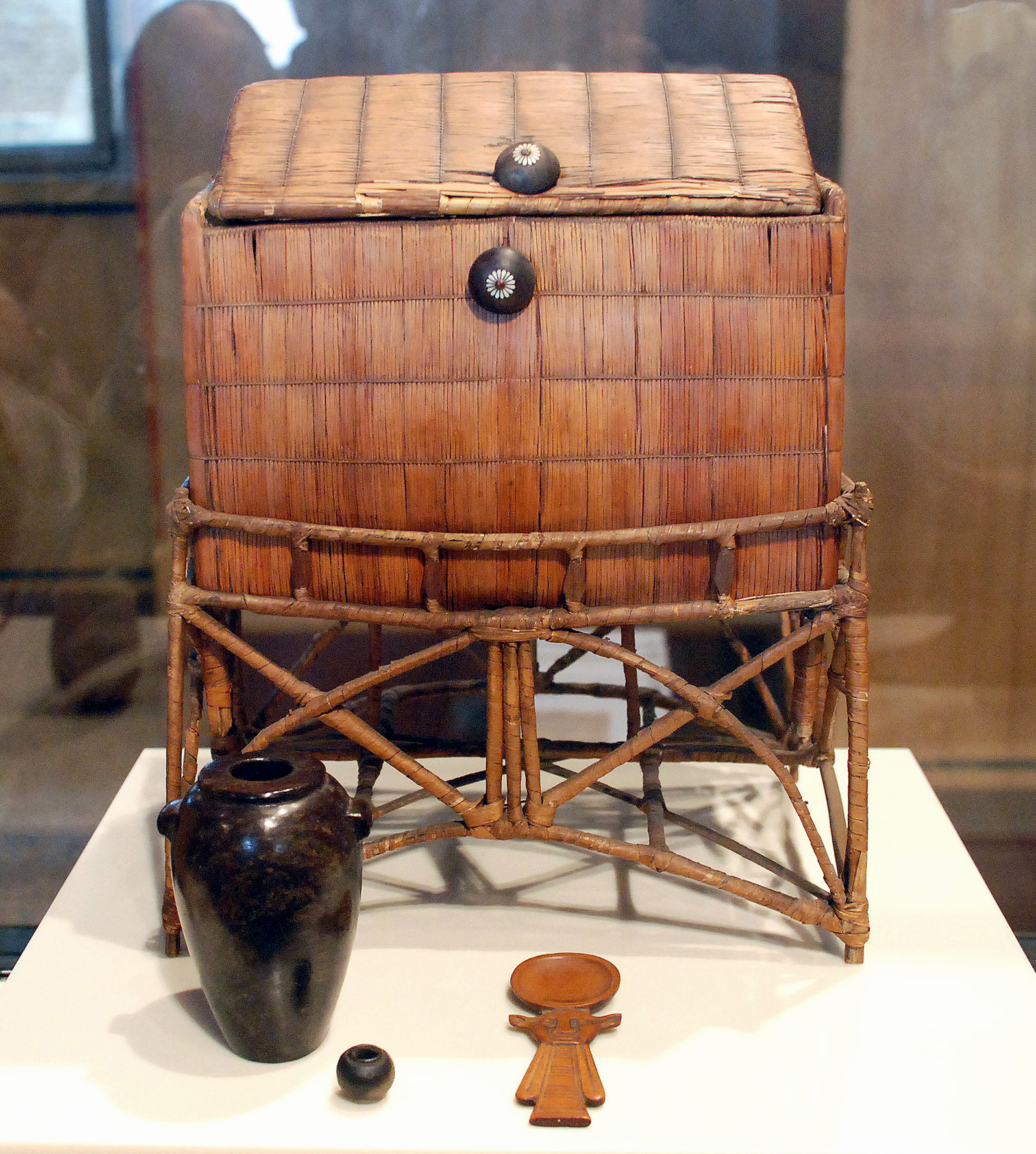
Медицинский сундучок царицы Ментухотеп, жены Джехути из Дра Абу эль-Нага. Берлинский египетский музей

Как и в эпоху VI династии, Египет времён Среднего царства пришёл в упадок из-за ряда слабых правителей. Имя последнего фараона XII династии неизвестно, а следующая XIII династия насчитывает свыше 50 правителей. Их резиденция по-прежнему находилась в Ит-Тауи, и они продолжали поклоняться фаюмскому богу-крокодилу Себеку. На это же время приходится череда быстро сменявшихся 72 правителей самостоятельной XIV династии, центром деятельности которой был Ксоис, расположенный в Дельте. Именно в этот смутный период в Нижний Египет стали проникать многочисленные азиатские племена. Семитские имена нескольких фараонов XIII династии свидетельствуют, что представители этих чужеземцев иногда даже занимали трон.
Около 1725 года до н. э. эти пришельцы, которых египтяне называли чужеземными правителями, а Манефон — гиксосами (дословно «цари-пастухи»), опустошили Дельту. Спустя 50 лет один из их вождей взошёл на египетский трон, став основателем новой династии. Гиксосы навсегда сохранились в памяти египтян как безжалостные тираны и разрушители. Им удалось захватить значительную часть Египта, за исключением района Фив, и добиться союза с нубийскими вождями, сбросившими египетское правление.
Фараоны XV и XVI династий происходили из гиксосов, утвердивших новую столицу в городе Аварисе (египетский Хат-Урат, современный Телль эль-Даба). Об их родственных отношениях известно немного, но существуют свидетельства, что между ними шла борьба за трон. Обе династии существовали одновременно и были современниками XVII династии фиванских фараонов, которых они так и не сумели подчинить.
Памятники того периода немногочисленны, однако этой эпохой датируется большое число находок скарабеев — вырезанных из камня жуков с высеченными на них именами. Скарабеи служат основным источником сведений о фараонах XV и XVI династий.
Около 1600 года до н. э. Камос, последний фараон XVII фиванской династии, ценой невероятных усилий сумел изгнать ненавистных чужеземцев из страны. Вопреки совету приближённых он двинулся в поход вниз по течению Нила и одержал ряд блестящих побед, вынудивших гиксосов отступить к Аварису — своему опорному пункту на границе с Палестиной. Камос умер до окончания кампании; ему наследовал его брат Яхмос I (около 1580—1559 годов до н. э.), которого считают основателем XVIII династии. После трёхлетней осады он захватил и разрушил крепость Аварис, навсегда изгнав гиксосов, отступивших в Азию. Разорвав союз с Нубией, Яхмос тут же предпринял поход на юг и расширил пределы своего государства до прежней его границы выше второго нильского порога.

## Новое царство

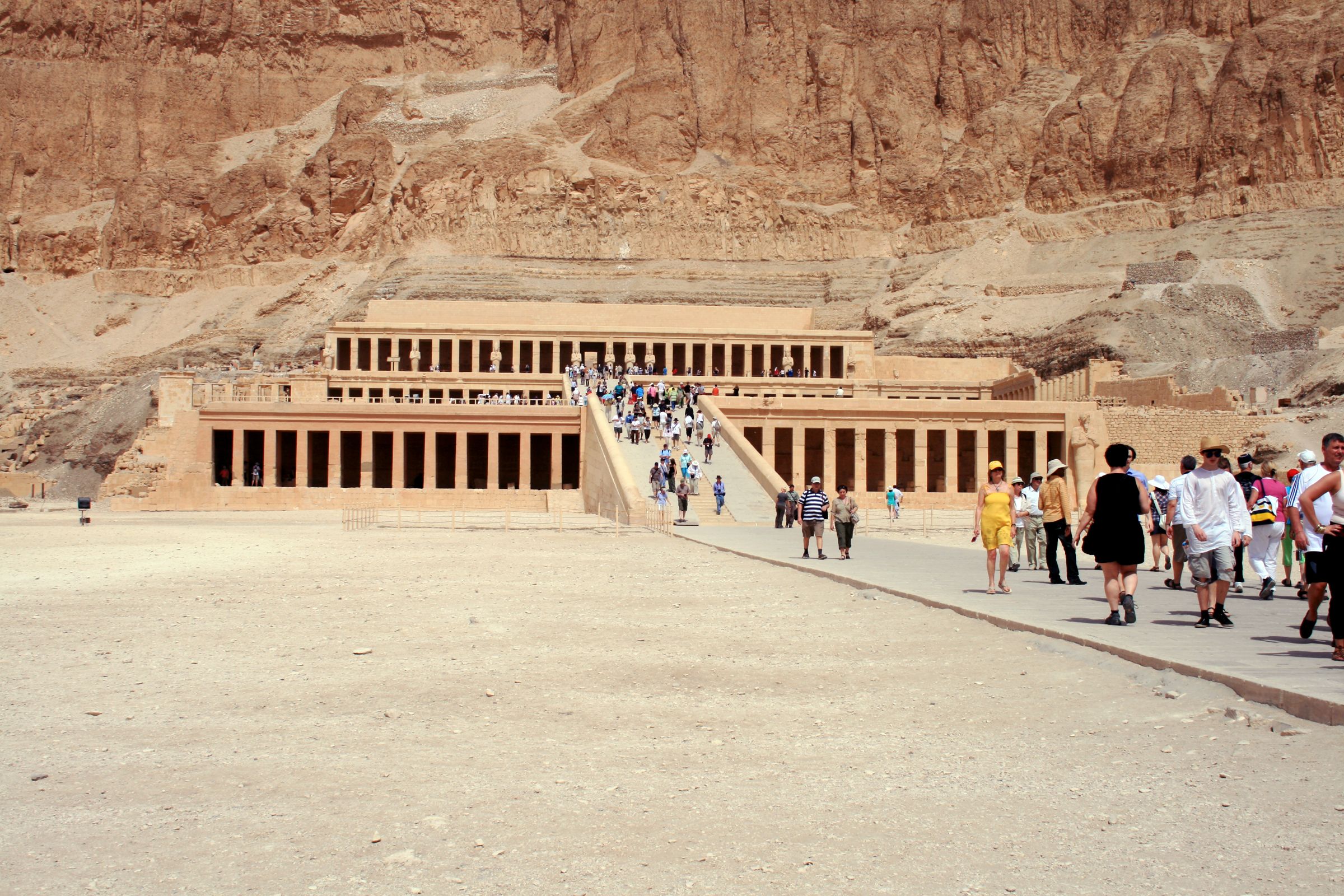
Заупокойный храм Хатшепсут Джесер-Джесеру в Дейр-эль-Бахри

### Возвышение в период XVIII династии
Изгнание гиксосов позволило Египту расширить связи с Азией. Возможно, из соображений безопасности, опасаясь ещё одной угрозы со стороны гиксосов, а может быть, в стремлении установить необходимые им торговые связи с азиатскими странами, египтяне с тех пор не ограничивались традиционным обособленным существованием в долине Нила. Теперь Египет стал частью средиземноморского мира.
Внук Яхмоса Тутмос I расширил пределы страны в южном и северном направлениях. Он привёл своё войско к верховьям Евфрата и на берегу этой реки воздвиг триумфальную стелу с надписью. При его внуке Тутмосе III регентшей оставалась мачеха царица Хатшепсут, сохранившая власть в течение 20 лет. Данный период отмечен значительными успехами во внешней торговле (снаряжение экспедиции в Пунт) и архитектуре (строительство зодчим Сенмутом заупокойного храма Хатшепсут Джесер Джесеру в Дейр-эль-Бахри), военными кампаниями Тутмоса.
Получив законную власть, Тутмос III предпринял ещё 17 походов в Азию и, отличившись в целом ряде сражений, начиная с битвы при Мегиддо, разгромил коалицию правителей Сирии и Палестины, оттеснил могущественное государство Митанни и подчинил большинство восточных соседей.
Эпохой процветания и могущества было для Египта и 32-летнее правление Аменхотепа III (около 1455—1419 годов до н. э.), пожинавшего плоды завоеваний Тутмоса III. Аменхотеп III считается одним из величайших строителей в истории Египта.

#### Реформа Эхнатона
К тому времени основой могущества царской власти была поддержка войска и жрецов бога Амона-Ра. Однако после прекращения войн в Азии государство нуждалось в новых опорах. После смерти Аменхотепа III трон занял его сын Аменхотеп IV, который вошёл в историю как религиозный реформатор Эхнатон. Он сменил своё имя, упразднил почитание бога Амона, удалился в основанную им близ Гермополя новую столицу Ахетатон (её развалины в настоящее время носят название Эль-Амарна) и провозгласил культ бога Атона, символом которого являлся солнечный диск. Могущественное жречество культа Амона было подавлено, храмы закрыты, и изображения Амона стёсаны или уничтожены.

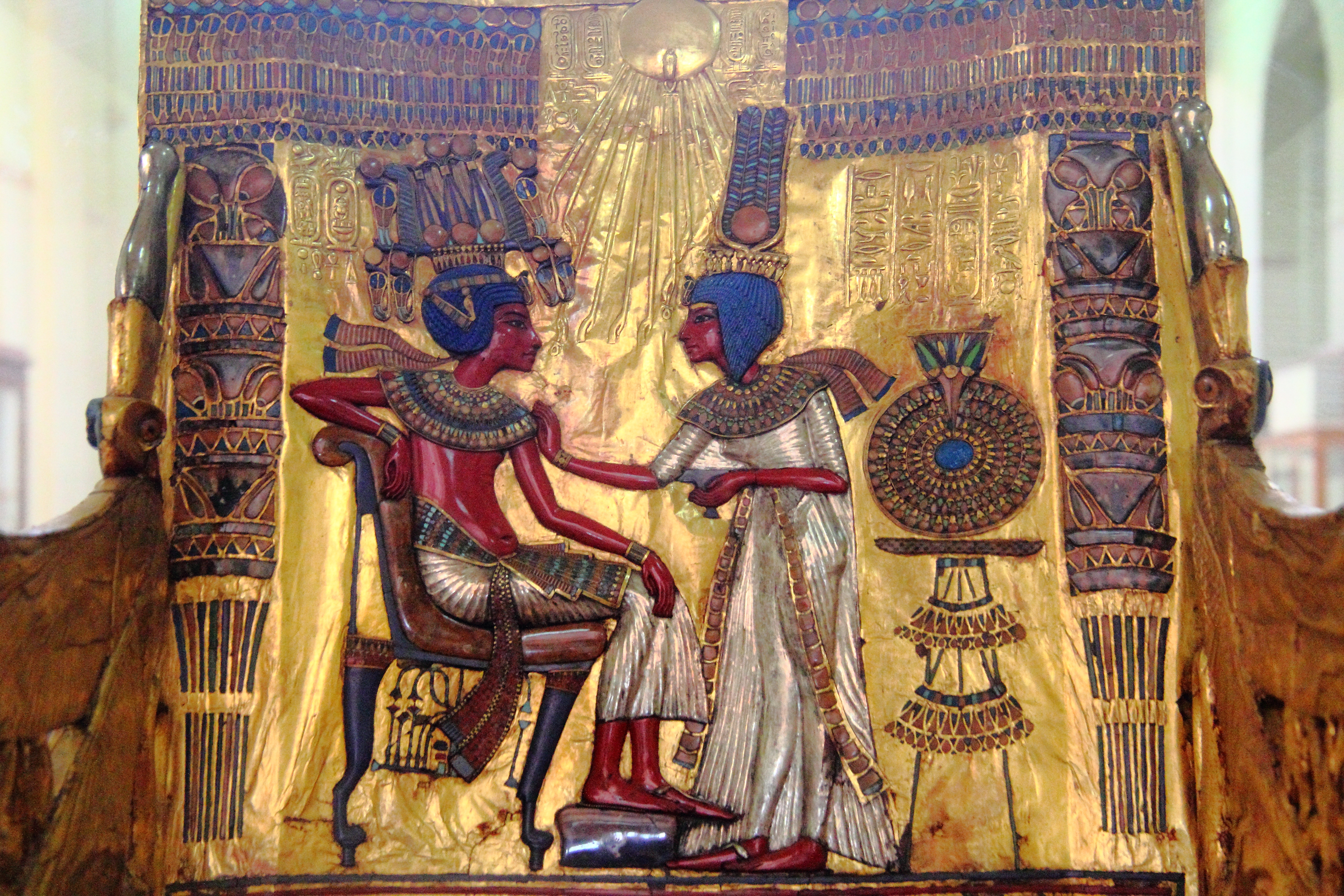
Атон простирает над Тутанхамоном и Анхесенамон лучи-ладони с анхом. Кресло из гробницы KV62, экспонат Каирского музея

Борьба с традиционной религией продолжалась 17 лет и завершилась со смертью Эхнатона. Катастрофой для Египта обернулось его игнорирование сообщений преданных номархов о бунтах и мятежах на окраинах (Амарнский архив). Огромная держава, построенная предшественниками, разваливалась. От главной супруги царицы Нефертити рождались только дочери. Мужем старшей Меритатон был спорный преемник Эхнатона Сменхкара (1348—1347 годы до н. э.), который следовал культу Атона, но также восстановил в Фивах некоторые формы поклонения Амону.
Неопределённой остаётся фигура недолго правившего фараона-женщины Нефернефруатон.
О богатстве Египта в эпоху правления XVIII династии можно составить представление по находкам сокровищ в открытой в 1922 гробнице Тутанхамона. Реальными правителями во время его царствования (около 1400—1392 годов до н. э.) были прежний Верховный жрец Атона Эйе и главный военачальник Хоремхеб. После смерти юного фараона его вдова Анхесенамон (согласно письмам Дахамунцу) надеялась обрести себе под стать родовитого супруга в лице иноземного принца Заннанзы, сына хеттского царя Суппилулиумы I. Жениха нашли убитым на границе с Египтом, что не способствовало установлению мира в идущей египетско-хеттской войне. В результате, Суппилулиума I полностью изгнал египтян из Азии. Для легитимации власти Эйе, предположительно, женился на вдовствующей царице, чья дальнейшая судьба туманна. Следующим фараоном стал Хоремхеб, считающийся разными специалистами либо последним представителем XVIII династии, либо основателем XIX династии.

### XIX и XX династии

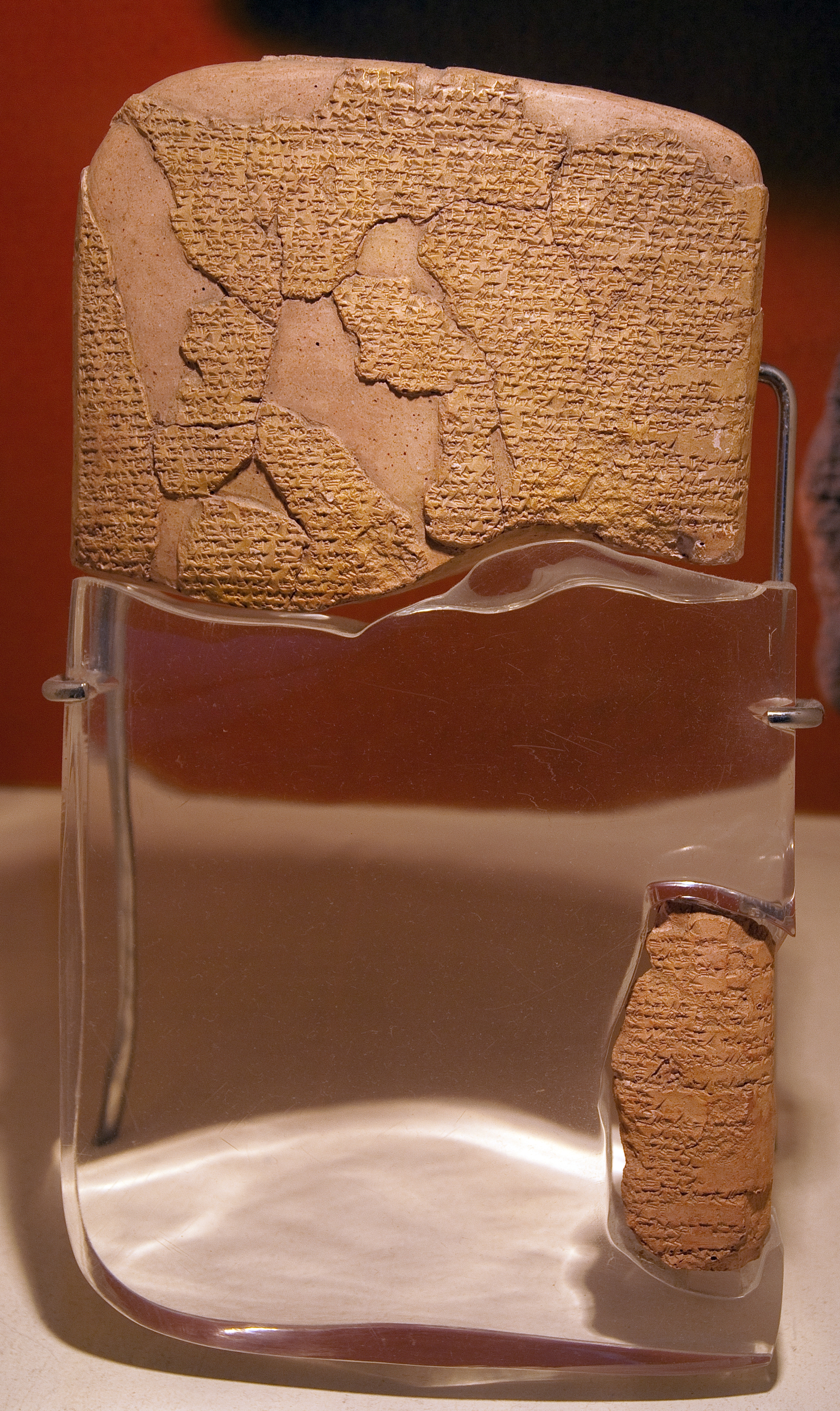
Табличка с мирным договором между Египтом и Хеттским царством, найденная в Богазкёйском архиве. Археологический музей Стамбула

После выдвинувшегося на первый план за счёт своих хеттских походов генерала Хоремхеба на троне благосклонностью его оказался немолодой Рамсес I. В правление его сына Сети I (примерно 1337—1317 годы до н. э.) под власть Египта вернулись Палестина, Финикия и южно-центральная Сирия. Рамсес II (около 1317—1251 годов до н. э.) также воевал на этих территориях, то возвращая их под свою власть, то вновь теряя, а основным соперником Египта оставалось Хеттское царство. Однако, возрождённая «держава» была столь непрочной, что Рамсес II после битвы при Кадеше счёл целесообразным подписать первый в истории мирный договор с хеттским правителем Хаттусили III, оспаривавший принадлежавшее прежде египтянам место властителя Западной Азии.
За долгим правлением Рамсеса II последовал период непрерывных массовых миграций разных народов в Центральное Средиземноморье. Преемникам этого фараона пришлось испытать вторжения ливийцев с запада, а Рамсес III (около 1204—1173 годов до н. э.), второй правитель XX династии, столкнулся на севере и востоке с мощным союзом не родственных между собой племён-завоевателей — т. н. «народов моря», чьего натиска не выдержали даже могущественные хетты. Рамсес III успешно противостоял их полчищам, но его продолжительное пребывание на троне было омрачено войнами, восстаниями населения, а также заговорами и интригами членов его собственной семьи. Рамсес III был последним великим правителем эпохи Нового царства. Около 1075 года до н. э. после смерти последнего фараона XX династии Рамсеса XI, Египет распался на две части — Фиванскую область во главе с верховным жрецом Амона Херихором, и объединяющее в себе Средний и Нижний Египет государство с центром в городе Танис.

## Третий переходный период
В начале Третьего переходного периода южная часть Египта остаётся под властью наследников Херихора, а в Среднем и Нижнем Египте правит XXI династия. В это время в ряде номов этих районов возвышаются бывшие ливийские военные предводители, осевшие в Египте ещё в эпоху Нового царства. Один из них, Шешонк I, в 945 году до н. э. захватил трон и основал «ливийскую» XXII династию. Успешные попытки централизованного объединения привели к тому, что Шешонку удалось предпринять после смерти царя Израиля Соломона успешный поход на Палестину в 925 году до н. э., однако уже его сын Осоркон I потерпел поражение от царя Иудеи Асы приблизительно в 897 году до н. э., а ко второй половине VIII века до н. э. уже Египет перестал быть единым государством.
Усилившийся правитель из Саиса Тефнахт I установил твёрдую власть XXIV династии над Дельтой Нила и районом Мемфиса (727—720 годы до н. э.), а его преемник Бокхорис издал ряд законов, направленных против долгового рабства. Однако уже в 715 году до н. э. к власти пришёл Шабака из XXV династии, самым значительным из фараонов которой был Тахарка (690—664 годы до н. э.), объединивший Нубию и Египет в единое государство. Он также пытался соперничать с Ассирией и в итоге её царь Ассархаддон завоевал Египет в 671 году до н. э.
Ассирийцы не стремились выстроить в Египте постоянную систему власти и удовлетворились признанием зависимости местных правителей. В «Истории» Геродота этот период называется «додекархия», то есть правление 12 царей, деливших страну между собой. В 663 году до н. э. один из них, Псамметих I, воспользовавшись войной Ассирии с другим правителем — Танутамоном, начал расширять свои владения и вскоре установил контроль над Дельтой, а к 656 году до н. э. объединил весь Египет, включая давно автономные Фивы, основал XXVI династию, введя Египет в период «Саисского возрождения».

## Позднее царство
На правление Псамметиха I пришлась волна нашествия кочевников-скифов, не задевших сам Египет, но значительно ослабивших Ассирийское государство, чем и воспользовались фараоны. В 610 году до н. э. Нехо II занял всю территорию Восточного Средиземноморья, однако уже в 600 году до н. э. оказался вытесненным оттуда вавилонским царём Навуходоносором II. Усиливающееся влияние Вавилона на внутреннюю политику Египта в итоге привело к воцарению поддерживаемого вавилонянами военачальника Яхмоса (Амасиса), который после смерти Навуходоносора прервал контакты с государством Междуречья. Около 560 года до н. э. он захватил Кипр, а город Навкратис стал крупнейшим торговым центром. Благодаря этому были налажены тесные контакты с греками, в произведениях которых можно найти много упоминаний о фараоне Амасисе.
К середине 520-х годов до н. э. Египет оставался единственным государством, независимым от Персии, однако в 526 году до н. э. после смерти Амасиса персидский царь Камбис II начал войну против Египта и в итоге стал основателем новой XXVII персидской династии фараонов. Немалую роль в поражении египтян сыграли, по-видимому, неудачная дипломатическая политика Амасиса (Египет фактически оказался один на один с грозным соперником) и предательство видных египетских сановников (например, начальника флота Уджагорресента).
Господство персов, длившееся более века, окончилось в 404 году до н. э., когда правитель из Саиса Амиртей II, считающийся единственным правителем XXVIII династии, поднял восстание и изгнал их.
В 398 году до н. э. к власти пришла XXIX династия из Мендеса, а уже в 380 году до н. э. — XXX династия из Севенниты, к которой принадлежал отразивший новое персидское вторжение Нектанеб I. Но в 343 году до н. э. Египет уже не смог воспротивиться новому вторжению во главе с Артаксерксом III. Персидское владычество окончилось лишь со вступлением в Египет в конце 332 года до н. э. войск Александра Великого, положившим начало нового эллинистического периода истории страны.

## Причины упадка
В XI веке до н. э. трон занял военачальник Херихор, бывший одновременно верховным жрецом Амона. При нём Древний Египет превратился в теократическое государство, важные общественные и частные дела стали решаться путём прямых обращений к оракулу Амона в Карнаке. Нижний Египет отделился, а его правитель по имени Смендес, пребывавший в Танисе, в области Дельты, провозгласил себя царём Верхнего и Нижнего Египта. Приходящая в упадок держава утратила Нубию.
Ключевые позиции в аппарате управления постепенно перешли к жившим в Дельте ливийцам — вождям призванных властями наёмных воинских отрядов и потомками семей, поселившихся здесь в правление XIX и XX династий. Около 950 года до н. э. один из таких ливийцев, чей род гордился тем, что уже семь его поколений проживали в Гераклеополе, захватил трон в Бубастисе (современные развалины Телль-Баста) в области Дельты и принял имя Шешонк I. Впервые после изгнания гиксосов египетский престол достался чужеземцу. Шешонк (Шишак) знаменит тем, что совершил поход в Палестину и захватил Иерусалим, где в то время правил Иеровоам, упоминаемый в Ветхом Завете. Правление основанной Шешонком XXII (Ливийской) династии продолжалось около двух столетий, но это было время упадка. Представители царской власти пытались укрепить своё влияние союзом с религиозными институтами. Наследник престола назначался верховным жрецом Амона в Карнаке, а царевны становились верховными жрицами этого бога.
Тем временем крепло молодое Нубийское царство Куш, и около 730 года до н. э. его доблестный правитель Пи (Пианхи), следивший за раздиравшими Египет гражданскими смутами, вторгся в расположенную ниже по течению Нила долину, осадил и взял штурмом Гермополь Великий и Мемфис и захватил трон. Представители XXV (Эфиопской) династии пытались править страной из столицы Куша Напаты, но позже фараон этой династии Тахарка (около 689—663 годов до н. э.) был вынужден в течение нескольких лет руководить военными действиями в Дельте из Таниса, отражая сильный натиск со стороны не только своих египетских противников, но и Ассирии. В 671 году до н. э. войско Тахарки было разбито ассирийским царём Асархаддоном, и представители эфиопской династии были вынуждены бежать в Напату. Восемью годами позже ассирийский царь Ашшурбанапал в ходе нового вторжения разгромил египетские и эфиопские силы племянника Тахарки, царя Танутамона, и разорил столицу Египта — Фивы. Эфиопы были изгнаны из Египта, а на трон взошли фараоны расположенного в Дельте Саиса. Они получили короткую передышку, когда Ашшурбанипал был вынужден из-за возникших у него на родине волнений вернуться в Ниневию. При Псамметихе I (около 663—610 годов до н. э.), основателе и первом фараоне XXVI (Саисской) династии, многие разорённые ассирийцами города были отстроены заново. Предпринимались попытки восстановить достопримечательности былых времён, в первую очередь сооружения эпохи пирамид.
Теперь иноземных купцов поощряли основывать в области Дельты торговые поселения, и во время царствования Псамметиха II там был построен знаменитый греческий город Навкратис. Яхмос II, или Амасис II (около 569—525 годов до н. э.), вслед за отцом проводил прогреческую политику, возможно, надеясь на поддержку Греции в противостоянии нарастающей угрозе с востока. После его смерти кризис достиг апогея, и на Египет двинулись персы. Его преемник Псамметих III (около 526—525 годов до н. э.) был разбит в 525 году до н. э. при Пелусии персидским царём Камбисом II, захватившим Египет вплоть до Нубии и провозгласившим себя фараоном, а завоёванную территорию — провинцией Персии. Таким образом, к власти пришли фараоны XXVII (Персидской) династии, и это означало конец существования независимого Египта. Несмотря на ряд восстаний, в результате которых египтянам удавалось изгнать персов (около 404 года до н. э. страна получила независимость на целых 60 лет), Египет оставался персидской провинцией вплоть до его завоевания в 332 году до н. э. Александром Великим.